# Rio Marupi
Rio Marupi är ett vattendrag i Brasilien.   Det ligger i delstaten Amapá, i den norra delen av landet, 2 200 km norr om huvudstaden Brasília.
I omgivningarna runt Rio Marupi växer i huvudsak städsegrön lövskog. Trakten runt Rio Marupi är nära nog obefolkad, med mindre än två invånare per kvadratkilometer.